# Jötunheim
Jötunheim, auch Jötunheimr (altnordisch jǫtunheimr „Welt der Riesen“, siehe Jötunn), ist in der altnordischen Literatur eine mythische Gegend im Osten. 
In der eddischen Literatur versteht man unter Jötunheim darüber hinaus auch einen eigenen Lebensraum der Riesen, der östlich von Midgard in Utgard liegen soll. Beide Bereiche sollen durch den Eisenwald und mehrere Flüsse voneinander getrennt sein.
Im 19. Jahrhundert bürgerte es sich in Norwegen ein, das höchste Gebirge des Landes Jotunheimen zu nennen. Auch die Benennung des Jotunheim Valley in der Antarktis leitet sich vom Jötunheim ab.